# Volker Looman
Volker Looman (* 18. April 1955 in Dresden) ist ein deutscher Finanzanalytiker und Journalist.

## Leben und Wirken
Looman, der am Bodensee aufwuchs, schrieb von 1999 bis 2014 die wöchentliche Kolumne Die Vermögensfrage in der Samstagsausgabe der FAZ. Diese Kolumne befasste sich mit privaten Geldanlagen, Krediten und Versicherungen. Mit dieser Kolumne, die häufig zwei Drittel einer Seite im Nordischen Format umfasste, galt Looman als „Institution“. Von 2015 bis 2017 veröffentlichte er eine ähnliche Kolumne in der Samstagausgabe der Bild-Zeitung. Von 2015 bis 2024 erschien in der FAZ am Dienstag jede Woche eine Ausgabe von „Loomans Finanzanalyse“, in welcher Looman sich, ähnlich wie in Die Vermögensfrage, mit aktuellen Themen rund um private Finanzen auseinandersetzte.
Looman ist mit der Ingenieurin und Verkehrswissenschaftlerin Corinna Salander verheiratet und hat vier Kinder.

## Schriften (Auswahl)
- Richtig rechnen bei Finanzgeschäften : Kredite, Finanzierungen, Kapitalanlagen. Frankfurter Allgemeine Zeitung, Frankfurt am Main 1988, ISBN 978-3-924875-26-8.
- Eigenheimfinanzierung : optimale Lösungen für private Bauherrn. Frankfurter Allgemeine Zeitung, Frankfurt am Main 1993, ISBN 978-3-929368-12-3. Mehrere Nachauflagen.
- 50 Antworten auf Ihre privaten Vermögensfragen. Düsseldorf 2001, ISBN 978-3-936143-21-8.